# Paracentrobia garuda
Paracentrobia garuda är en stekelart som beskrevs av Subba Rao 1974. Paracentrobia garuda ingår i släktet Paracentrobia och familjen hårstrimsteklar. Inga underarter finns listade i Catalogue of Life.